# Thamnophilus melanothorax
El batará guayanés (Thamnophilus melanothorax), también denominado batará de cola franjeada,  es una especie de ave paseriforme de la familia Thamnophilidae perteneciente al numeroso género Thamnophilus. Es nativo del escudo guayanés en América del Sur.

## Distribución y hábitat
Se distribuye en Brasil (Amapá; también un registro confiable al norte de Manaus, en Amazonas), la Guayana francesa, sur de Guyana y Surinam.
Esta especie es considerada rara y aparentemente local en sus hábitats naturales: el sotobosque de selvas húmedas, especialmente alrededor de árboles caídos, hasta los 500 m de altitud.

## Sistemática

### Descripción original
La especie T. melanothorax fue descrita por primera vez por el zoólogo británico Philip Lutley Sclater en 1857 bajo el mismo nombre científico; la localidad tipo es «Cayena, Guayana francesa».

### Etimología
El nombre genérico «Thamnophilus» se compone de las palabras del griego «θαμνος thamnos» que significa ‘arbusto’ y «φιλος philos» que significa ‘amante’; y el nombre de la especie «melanothorax», se compone de las palabras del griego «melanos» que significa ‘negro’ y «thōrax» que significa ‘pecho’.

### Taxonomía
La presente especie, junto con Thamnophilus melanonotus y Thamnophilus bernardi, ya fue situada en el género Sakesphorus, pero fueron transferidas al género Thamnophilus de acuerdo con los estudios de filogenia molecular de Brumfield & Edwards 2007, que confirmaron que Sakesphorus era polifilético, lo que fue reconocido por el Comité de Clasificación de Sudamérica (SACC) mediante la aprobación de la propuesta N° 278.
Los análisis moleculares indican que esta especie forma parte de un grupo con Thamnophilus amazonicus, T. melanonotus y el par hermanado entre T. insignis y T. divisorius.